# Кузьминка (Кстовський район)
Кузьминка (рос. Кузьминка) — присілок в Кстовському районі Нижньогородської області Російської Федерації.
Населення становить 574 особи. Входить до складу муніципального утворення Афонинська сільрада.

## Історія
Від 2009 року входить до складу муніципального утворення Афонинська сільрада.

## Населення
| 2002 | 2010 |
| ---- | ---- |
| 596  | ↘574 |